# Rijksweg 9
Der Rijksweg 9 ist eine niederländische Fernstraße, die Nord-Süd-Richtung durch Noord-Holland verläuft. Sie besteht aus der Autobahn (Autosnelweg A9) und einer Autostraße (Autoweg N9). Der Rijksweg 9 beginnt am Knooppunt Diemen im Osten von Amsterdam und verläuft über Amstelveen, Beverwijk und Alkmaar bis Den Helder.

## Verlauf
Der Rijksweg 9 beginnt als Autobahn am Autobahnkreuz Diemen zwischen den Gemeinden Gooise Meren und Diemen, südöstlich von Amsterdam. Die Autobahn durchquert dann den Amsterdamer Stadtbezirk Zuidoost und trifft am langgestreckten Knooppunt Holendrecht auf die Autobahn 2. Von dort aus verläuft sie in nordwestlicher Richtung durch die Gemeinden Amstelveen und Haarlemermeer an Amsterdam vorbei. Dabei führt sie am Flughafen Schiphol und an Haarlem vorbei und bildet quasi einen zweiten, äußeren Autobahnring um Amsterdam.
Zwischen Velsen und Beverwijk unterquert die Straße im 1996 eröffneten Wijkertunnel den Nordseekanal. Der damit nicht mehr benötigte Abschnitt der A9 durch Beverwijk ist heute als Rijksweg 22 in Betrieb.
Danach verläuft der Rijksweg 9 weiter in nördlicher Richtung bis Alkmaar. Ab dem Knooppunt Kooimeer verläuft sie als Schnellstraße N9 westlich als Teil eines Rings um Alkmaar an der Stadt vorbei. Auf dem nördlichsten Abschnitt folgt die Straße dem Nordhollandkanal bis nach De Kooy, einem Vorort der Gemeinde Den Helder. Vom Ende der N9 führt die N250 weiter bis zum Hafen von Den Helder, wo Fährverbindungen u. a. nach Texel bestehen.

## Geschichte

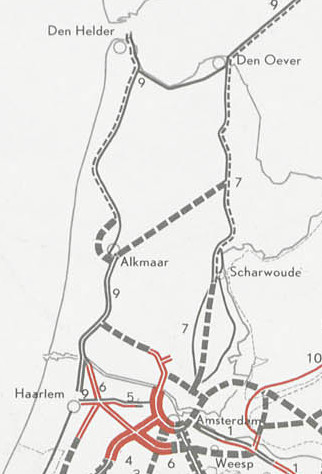
Ausschnitt des Rijkwegenplans 1965. Schwarz die damals bestehenden Strecken, Planungen in rot.

Ursprünglich verband der Rijksweg 9 Haarlem mit Den Helder, erst später wurden Teile des Rijksweg 6 im Süden von Amsterdam der Autobahn 9 zugeteilt. Der Ausbau der Straße zur Autobahn begann in den 1950er-Jahren bei Uitgeest, in den folgenden Jahrzehnten wurde die Autobahn zwischen Alkmaar und dem Knooppunt Holendrecht fertiggestellt. Als letzter Abschnitt wurde 1982 der Abschnitt zwischen Holendrecht und dem Knooppunt Diemen eingeweiht.

### Ausbau Holendrecht – Diemen
Im Rahmen des Projektes Schiphol – Amsterdam – Almere wird zwischen den Kreuzen Holendrecht und Diemen die A9 verbreitert und in einen Tunnel, den Gaasperdammertunnel, verlegt. Die Arbeiten in diesem Abschnitt begannen im Jahr 2014, der Gaasperdammertunnel wurde im November 2020 für den Verkehr freigegeben. Dies führte auch zur Änderung im untergeordneten Straßennetz.

### Umfahrung Badhoevedorp
In den 1960er Jahren wurde die Autobahn quer durch den Ort Badhoevedorp in der Gemeinde Haarlemermeer gebaut. Seit dem Jahr 2000 wurden mehrere Pläne diskutiert, die Autobahn in diesem Abschnitt umzubauen. 2005 fiel die endgültige Entscheidung, eine Umfahrung anzulegen und das Autobahnkreuz Badhoevedorp umzugestalten. 2007 begann die Planung, 2012 wurde der Plan vom Raad van State genehmigt. Ende 2016 wurde die Umfahrung in einer Fahrtrichtung für den Verkehr freigegeben, im April 2017 folgte die Gegenrichtung.

## Bauprojekte
Der Rijksweg 9 wird im Rahmen des Projektes Projektes Schiphol – Amsterdam – Almere zahlreichen Stellen aus- und umgebaut.
2021 begann der Ausbau zwischen Badhoevedorp und Holendrecht.

## Bildergalerie

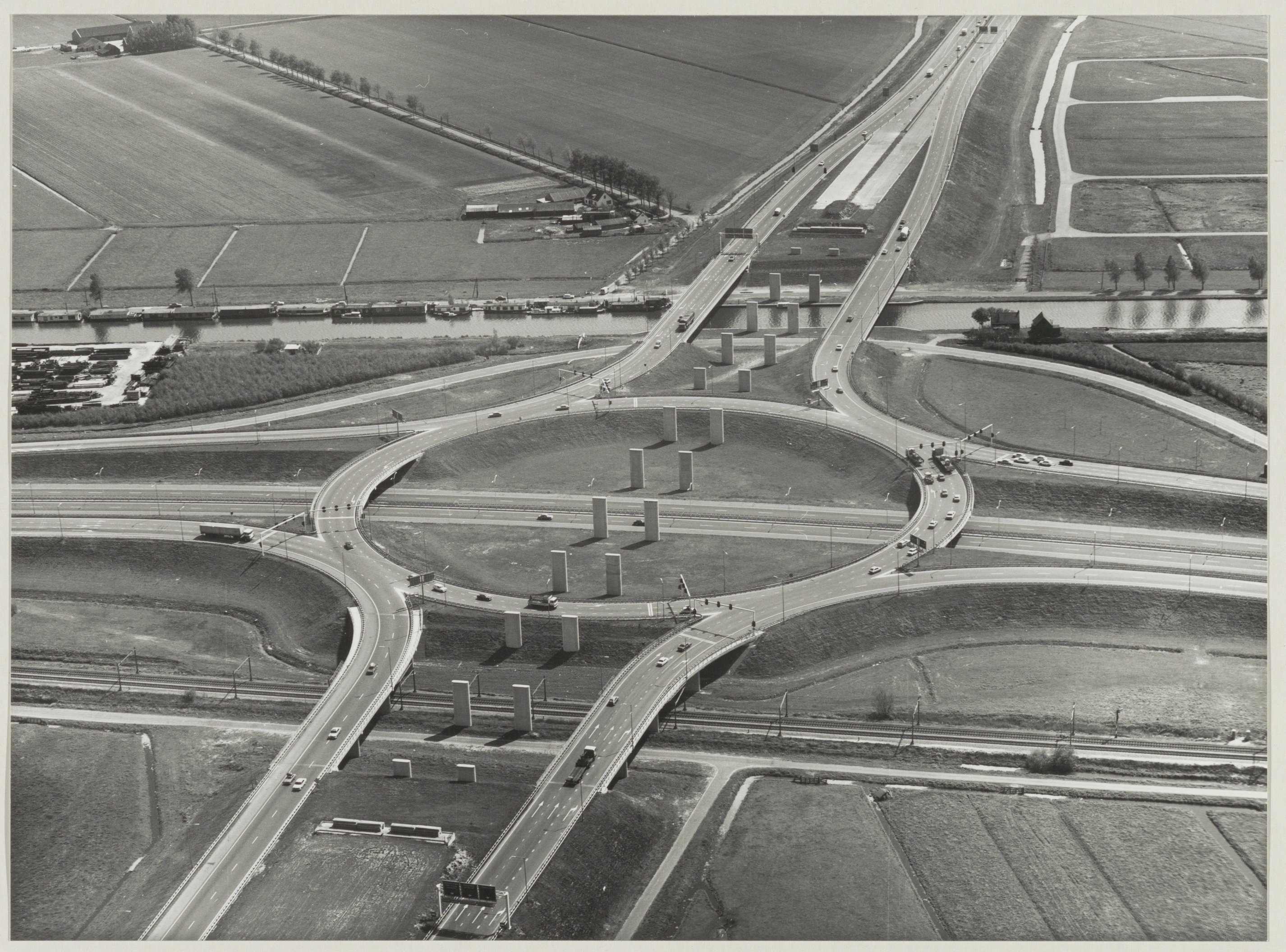
Knooppunt Rottepolderplain im Bau, November 1979
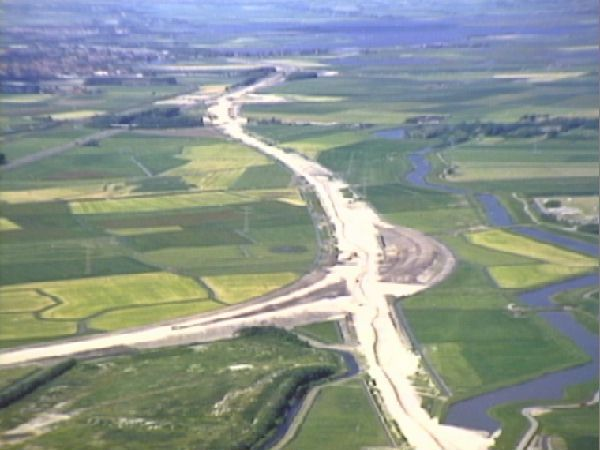
Bau des knooppunt Beverwijk, 1990
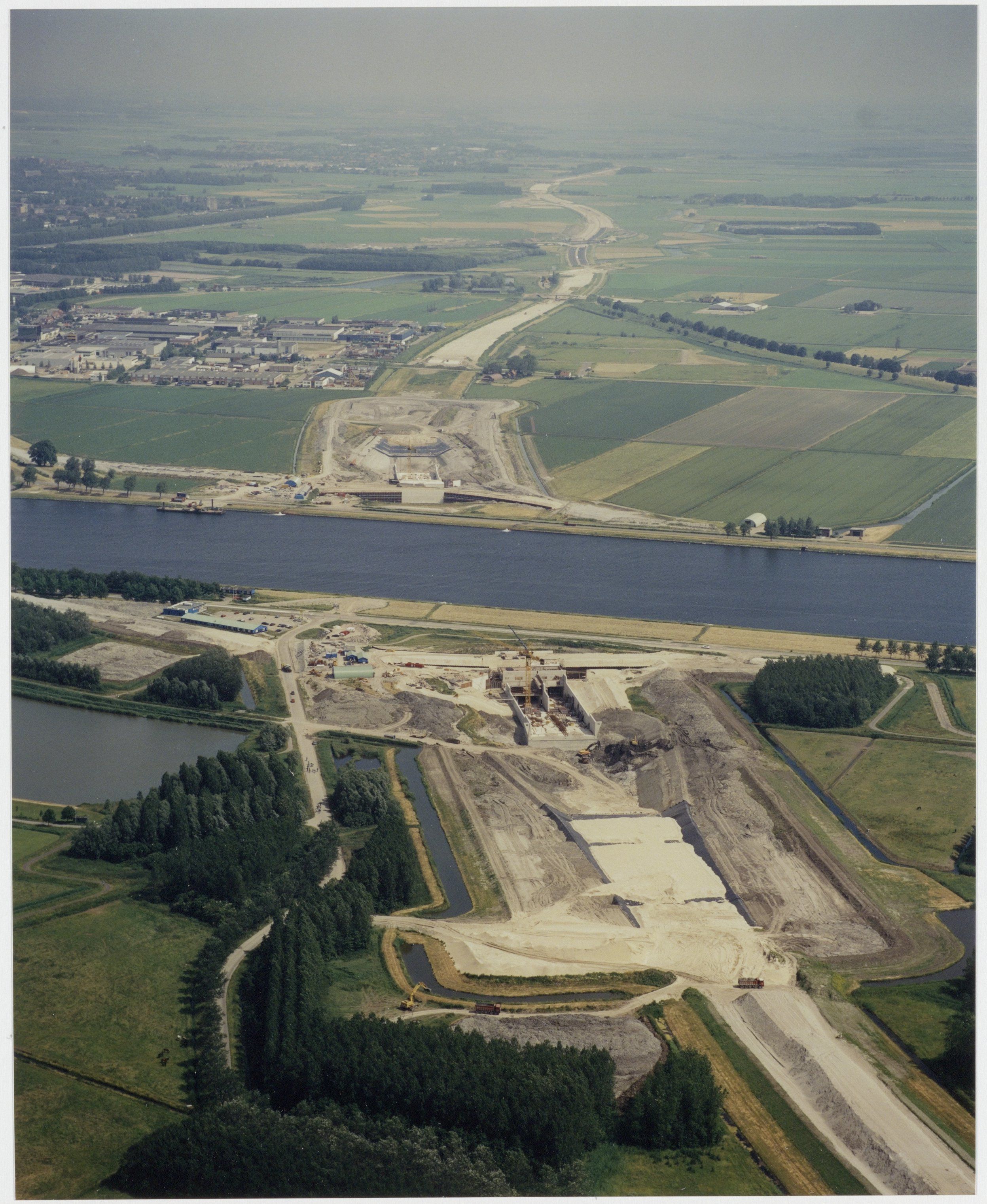
Bau des Wijkertunnels, Juli 1994
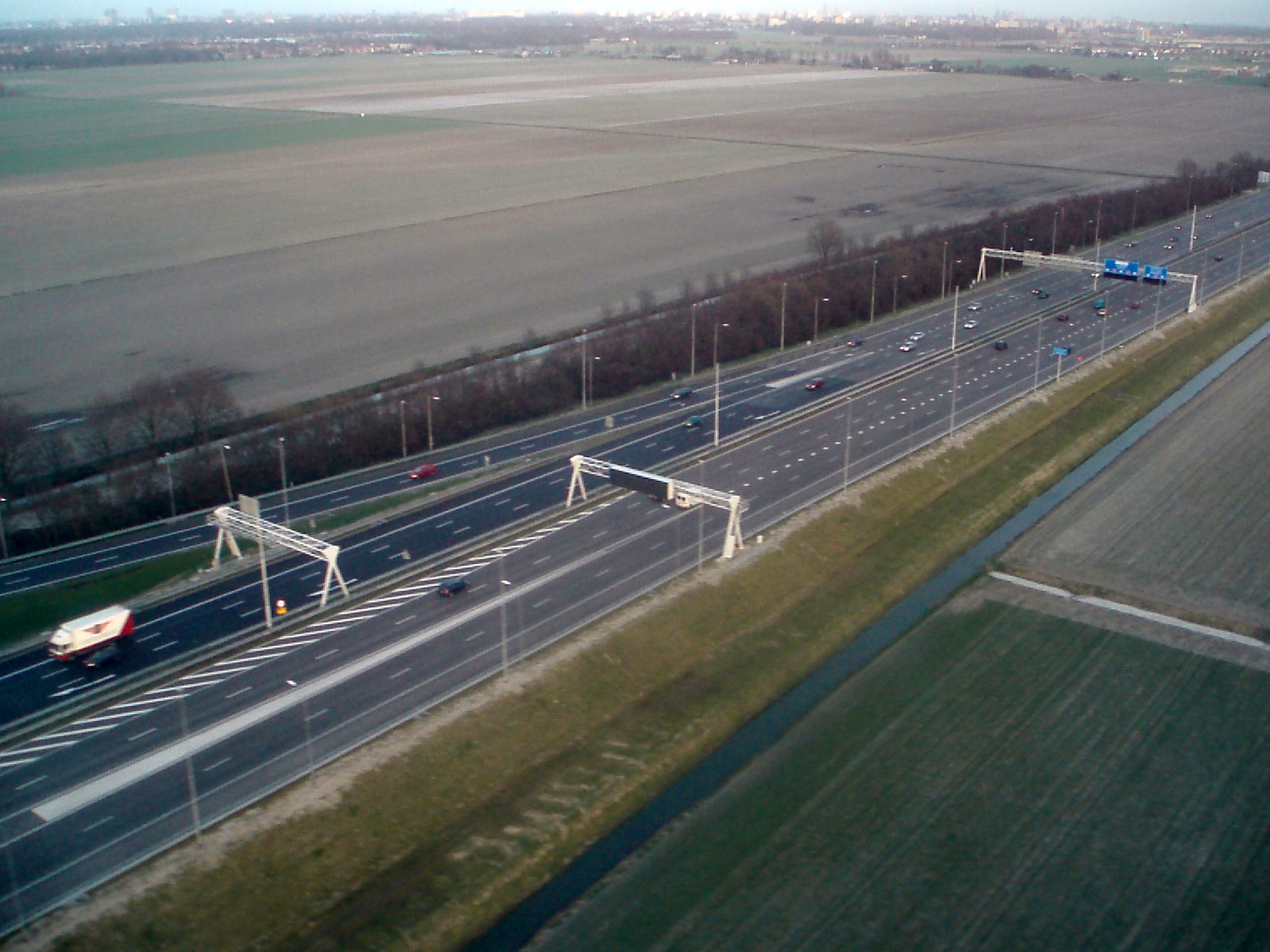
Die A9 am knooppunt Rottepolderplein, 2008
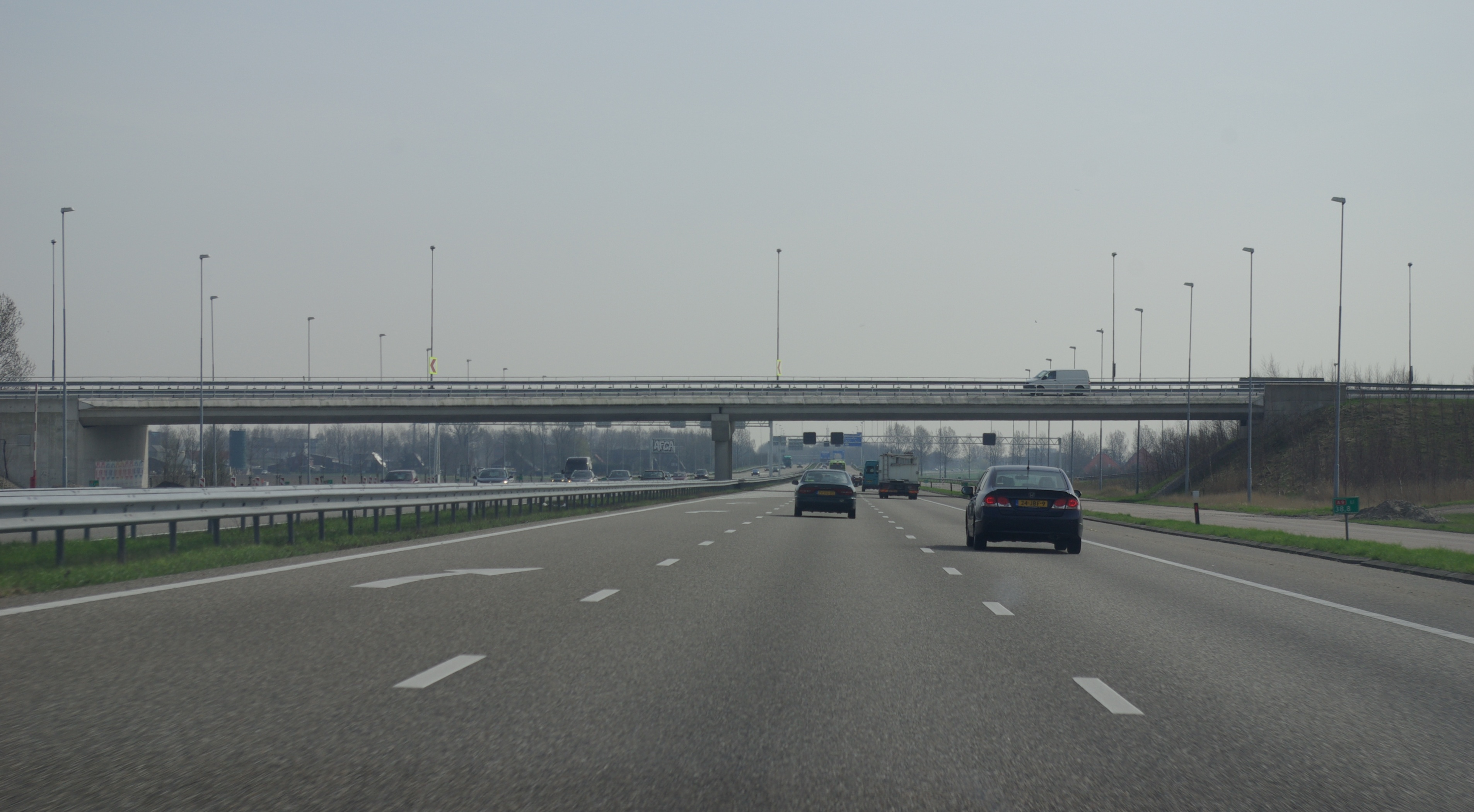
Brücke der A5 über der A9 am knooppunt Raasdorp, 2010
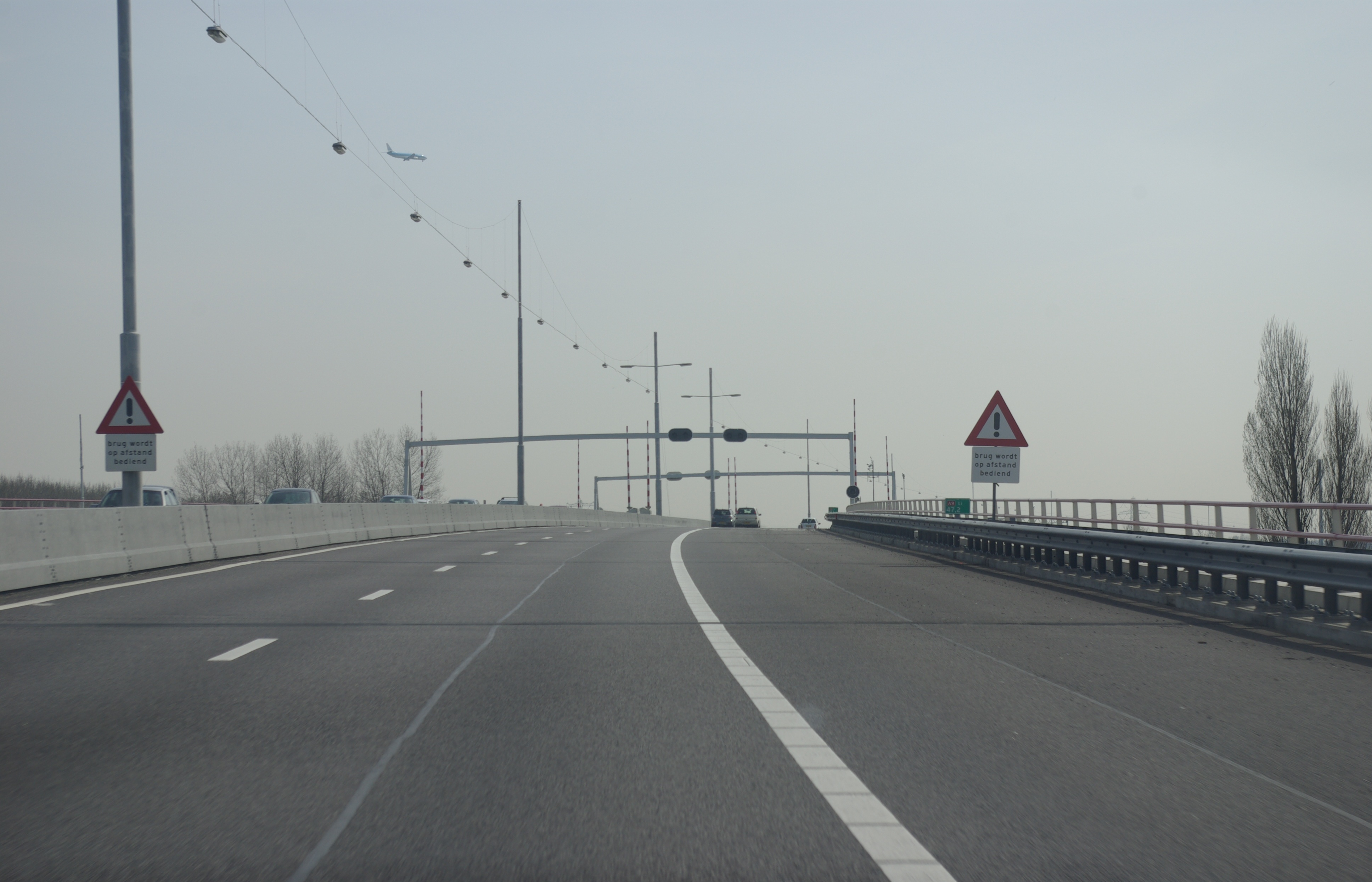
Auf der Brücke der A9 über den Seitenkanal C des Nordseekanals, 2010
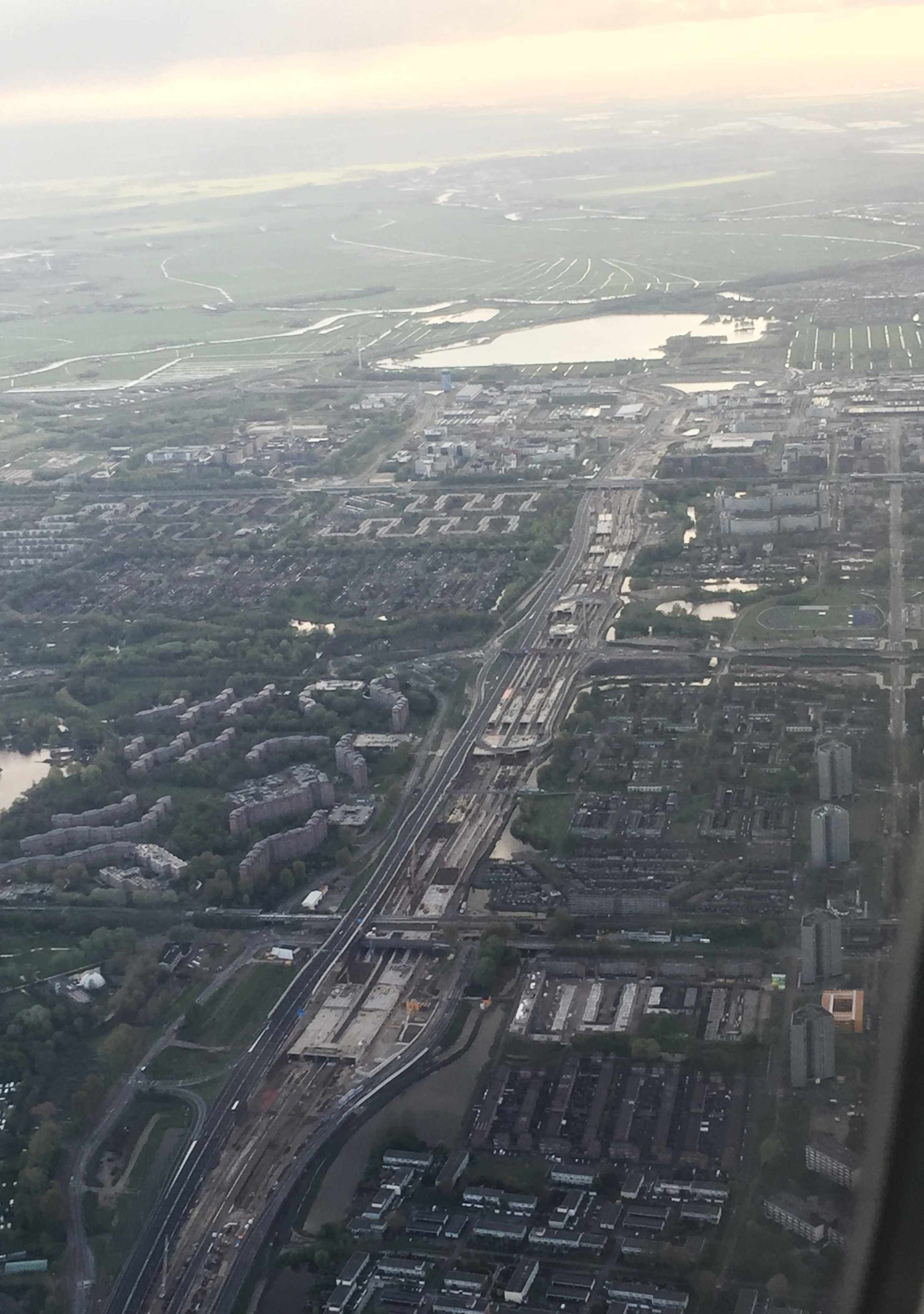
Baustelle am Gaasperdammertunnel, 2017